# فرودگاه بین‌المللی سلگدو فیلهو
فرودگاه بین‌المللی سلگدو فیلهو (به انگلیسی: Salgado Filho International Airport) (به زبان بومی: Aeroporto Internacional Salgado Filho) یک فرودگاه همگانی مسافربری با کد یاتا POA است که یک باند فرود آسفالت دارد و طول باند آن ۲۲۸۰ متر است. این فرودگاه در شهر پورتو الگره کشور برزیل قرار دارد و در ارتفاع ۳ متری از سطح دریا واقع شده است.

## شرکت‌های هواپیمایی و مقصدهای پروازی
| شرکت‌های هواپیمایی                                   | مقصدهای پروازی | پایانه |
| --------------------------------------------------- | --- | ------ |
| ارولینیاس آرژانتیناس اجرا توسط اوسترال لینئاس آئراس | محله هوایی یورگ نوبری | ۱      |
| اویانکا برزیل                                       | فرودگاه بین‌المللی ریو دوژانیرو گالیائو، فرودگاه بین‌المللی سائو پائولو گوارولوس | ۱      |
| اویانکا پرو                                         | فرودگاه بین‌المللی خورخه چاوز | ۱      |
| آزول برزیلین ایرلاینز                               | فرودگاه بین‌المللی تانکردو نوس، فرودگاه بین‌المللی ویراکوپوس-کامپیناس، فرودگاه چاپکو، فرودگاه بین‌المللی هرکیلیو لوز، فرودگاه بین‌المللی فوز دو ایگواسو، فرودگاه ژوینویلی-لئارو کارنئیرو د لویولا، فرودگاه لوندرینا، فرودگاه منطقه‌ای مارینگا، فرودگاه بین‌المللی کراسکو (آغاز از ۴ مه ۲۰۱۶)، فرودگاه بین‌المللی مینیسترو ویکتور کوندر، فرودگاه بین‌المللی پلوتاس، فرودگاه سانتوس دومنت، فرودگاه سانتا ماریا (ریو گرانده دو سول)، فرودگاه کونگونیاس-سائو پائولو، فرودگاه بین‌المللی سائو پائولو گوارولوس، فرودگاه بین‌المللی روبن برتا فصلی: فرودگاه بین‌المللی کاپیتان دا کوربتا کارلووس برندزینو کوربلو | ۲      |
| کوپا ایرلاینز                                       | فرودگاه بین‌المللی توکامن | ۱      |
| گول ایر ترانسپورت                                   | فرودگاه بین‌المللی برازیلیا، فرودگاه بین‌المللی مینیسترو پیستارینی (پایان در ۱ مه ۲۰۱۶)، فرودگاه بین‌المللی آفونسو پنا، فرودگاه بین‌المللی هرکیلیو لوز، فرودگاه پورتو سگورو، فرودگاه بین‌المللی ریو دوژانیرو گالیائو، فرودگاه سانتوس دومنت، فرودگاه کونگونیاس-سائو پائولو، فرودگاه بین‌المللی سائو پائولو گوارولوس | ۱      |
| تام ایرلاینز                                        | فرودگاه بین‌المللی برازیلیا، فرودگاه بین‌المللی آفونسو پنا، فرودگاه بین‌المللی ریو دوژانیرو گالیائو، فرودگاه کونگونیاس-سائو پائولو، فرودگاه بین‌المللی سائو پائولو گوارولوس | ۱      |
| تاپ پرتغال                                          | فرودگاه لیسبون پورتلا | ۱      |